# KS Flamurtari Vlorë
KS Flamurtari Vlorë este un club de fotbal din Vlora, Albania care evoluează în  Kategoria superiore.

## Palmares
- Kategoria superiore: 1

(1991)
- Cupa Albaniei: 4

(1985, 1988, 2009, 2014)

## KS Flamurtari în Europa
- TR = Tur preliminar
- R1 = Runda 1
- R2 = Runda 2
- R3 = Runda 3

| Sezon   | Competiție                | Rundă | Țară     | Club                | Acasă | Deplasare |
| ------- | ------------------------- | ----- | -------- | ------------------- | ----- | --------- |
| 1985/86 | Cupa Cupelor              | R1    | Finlanda | HJK Helsinki        | 1-2   | 2-3       |
| 1986/87 | Cupa UEFA                 | R1    | Spania   | FC Barcelona        | 1-1   | 0-0       |
| 1987/88 | Cupa UEFA                 | R1    | Serbia   | FK Partizan Belgrad | 2-0   | 1-2       |
|         |                           | R2    | Germania | Wismut Aue          | 2-0   | 0-1       |
|         |                           | R3    | Spania   | FC Barcelona        | 1-0   | 1-4       |
| 1988/89 | Cupa Cupelor              | R1    | Polonia  | Lech Poznań         | 2-3   | 0-1       |
| 1990/91 | Cupa Cupelor              | R1    | Grecia   | Olympiacos Pireu    | 0-2   | 1-3       |
| 1991/92 | Cupa Campionilor Europeni | R1    | Suedia   | IFK Göteborg        | 1-1   | 0-0       |
| 1996/97 | Cupa Cupelor              | TR    | Slovacia | Humenné             | 0-2   | 0-1       |
| 2009/10 | Liga Europa UEFA          | 2TR   | Scoția   | Motherwell F.C.     | 1-0   | 1-8       |

## Lotul actual de jucători
| Nr. |                   | Poziție | Jucător           |
| --- | ----------------- | ------- | ----------------- |
| 1   | Albania           | P       | Shpëtim Moçka     |
| 30  | Albania           | P       | Mikel Spaho       |
| *   | Albania           | P       | Klodian Xhelilaj  |
| 4   | Albania           | F       | Elton Grami       |
| 5   | Albania           | F       | Julian Brahja     |
| 11  | Albania           | F       | Franc Veliu       |
| 25  | Macedonia de Nord | F       | Zekirija Ramadani |
| 28  | Albania           | F       | Artan Sakaj       |
| *   | Albania           | F       | Norion Spaho      |
| *   | Albania           | F       | Orjand Beqiri     |
| *   | Albania           | F       | Alvaro Bishaj     |
| 6   | Albania           | M       | Halim Begaj       |
| 7   | Albania           | M       | Gerhard Progni    |
| 8   | Albania           | M       | Lejdi Liçaj       |
| 9   | Albania           | M       | Odise Roshi       |

| Nr. |                   | Poziție | Jucător             |
| --- | ----------------- | ------- | ------------------- |
| 14  | Albania           | M       | Bledar Devolli      |
| 17  | Macedonia de Nord | M       | Nijaz Lena          |
| 19  | Albania           | M       | Hair Zeqiri         |
| 20  | Albania           | M       | Taulant Kuqi        |
| 23  | Albania           | M       | Julian Ahmataj      |
| *   | Albania           | M       | Ledio Licaj         |
| *   | Albania           | M       | Albano Caushaj      |
| 10  | Albania           | A       | Ardit Shehaj        |
| 22  | Albania           | A       | Daniel Xhafaj       |
| *   | Albania           | A       | Besmir Idrizaj      |
| *   | Macedonia de Nord | A       | Aleksandar Bajevski |
| *   | Albania           | A       | Sebino Plaku        |
| *   | Albania           | A       | Hergert Gjondeda    |
| *   | Albania           | A       | Alfrido Kreshpa     |

### Echipa tehnică
| Președinte            | Shpëtim Gjika  |
| Director              | Edmond Liçaj   |
| Antrenor              | Gugash Magani  |
| Asistent              | Ardi Behari    |
| Asistent              | Theodhori Rama |
| Antrenor cu portarii  | Luan Birçe     |
| Director al academiei | Geri Çipi      |

### Antrenori celebri
- Bejkush Birçe
- Leonidha Çurri
- Skënder Ibrahimi
- Edmond Liçaj

## Jucători celebri
- Sokol Kushta
- Vasil Ruci
- Mexhit Haxhiu
- Eqerem Memushi
- Rrapo Taho
- Kreshnik Çipi
- Latif Gjondeda
- Nesti Arapi
- Leonidha Çurri
- Petro Ruci
- Skënder Ibrahimi
- Nako Saraçi
- Luan Birçe
- Roland Iljadhi
- Alfred Ferko
- Alfred Zijai
- Viktor Daullja
- Gjergj Dëma
- Edmond Liçaj
- Spiro Çurri
- Agim Bubeqi
- Ervin Skela
- Geri Çipi